# Little Green Cars
Little Green Cars est un groupe de rock indépendant irlandais, originaire de Dublin. Il est formé en 2008 et composé de Stevie Appleby et Faye O'Rourke tous deux à la guitare et au chant, d'Adam O'Regan à la guitare, de Donagh Seaver O'Leary à la basse et de Dylan Lynch à la batterie, les trois derniers participant aussi au chant.

## Biographie

### Débuts
Little Green Cars sont formés à Dublin en 2008. Il comprend Stevie Appleby à la guitare et au chant, Faye O'Rourke au chant, Adam O'Regan à la guitare, Donagh Seaver O'Leary à la basse et Dylan Lynch à la batterie. Ils répètent dans le jardin de Stevie Appleby et commencent à écrire leurs propres morceaux. Le groupe auto-produit quelques EP qui attireront l'intérêt des labels majors du pays. Le premier est une version britannique de The John Wayne au label Young and Lost Club, qui est produite par David Kosten et qui comprend la face-B Glass Case. Après sa signature avec Glassnote Music en janvier 2012, le groupe tourne par la suite intensément aux États-Unis et au Royaume-Uni. 

### Absolute Zero
Leur premier album Absolute Zero sorti en mars 2013 sous le label Glassnote Records regroupant notamment le groupe français Phoenix, leur permet de se hisser à la première place des charts en Irlande puis de s'exporter au Royaume-Uni où la BBC les intègre à leur classement des révélations de 2013, ainsi qu'aux États-Unis où ils achèvent leur premier tour en octobre 2013.
La portion américaine en 2013 comprend des performances du single Harper Lee au Late Night with Jimmy Fallon. La même année, le groupe joue au festival SXSW music festival d'Austin, au Texas, le Coachella en Californie, le Lollapalooza 2013 de Chicago et le festival Osheaga à Montréal.

### Ephemera
Le 7 janvier 2016, ils annoncent la sortie de leur deuxième album, Ephemera, pour le 11 mars 2016 à la BBC Radio 1 et jouent le premier single de l'album, The Song They Play Every Night. L'album est nommé d'après le poète irlandais W. B. Yeats qui se consacre à un amour qui se fane lentement. Le 10 février, ils publient le clip d'un nouveau morceau, Easier Day, sur YouTube, qui apparaîtra aussi sur la chaine officielle de Vevo.